# キングスエンブレム
キングスエンブレム（欧字名:Kings Emblem、2005年2月12日 - ）は、日本の競走馬。主な勝ち鞍は2010年のシリウスステークス。
馬名の意味は、「王の紋章」。クラブ法人サンデーレーシングの所有馬で、募集価格は10000万円（40口）。

## 経歴

### 競走馬時代
2007年11月4日、京都競馬場の新馬戦にて武豊騎乗でデビュー、1番人気に推され初勝利をあげる。その後、クラシックを意識したローテーションが組まれ、3歳となった2008年の3戦目のすみれステークスで2勝目を挙げた。続いて皐月賞出走権獲得を求めて出走した若葉ステークスは、10キロ馬体重を減らして5着に終わり、春シーズンは全休することとなった。秋はセントライト記念から始動したものの7着に敗退。その後も芝の競走を使われるも勝ち上がることができなかった。
兄にサカラート、ヴァーミリアンがいる血統的背景から、ダートへの転向を求める声が早くからあったが、4歳となった2009年の上賀茂ステークス（1600万下条件競走）がダート初出走となった。このレースですみれステークス以来の3勝目となった。しかし、その後故障のため長期休養を余儀なくされた。
2010年3月14日の甲南ステークスで復帰、レースでは中団追走も直線で伸び切れず10着と大敗した。続く阪神スプリングプレミアムでは先団追走も失速し11着と大敗した。休養を挟み、9月12日のオークランドレーシングクラブトロフィーでは中団から直線鋭い脚で逃げるドリームライナーをかわして2馬身差をつけて4勝目を挙げた。

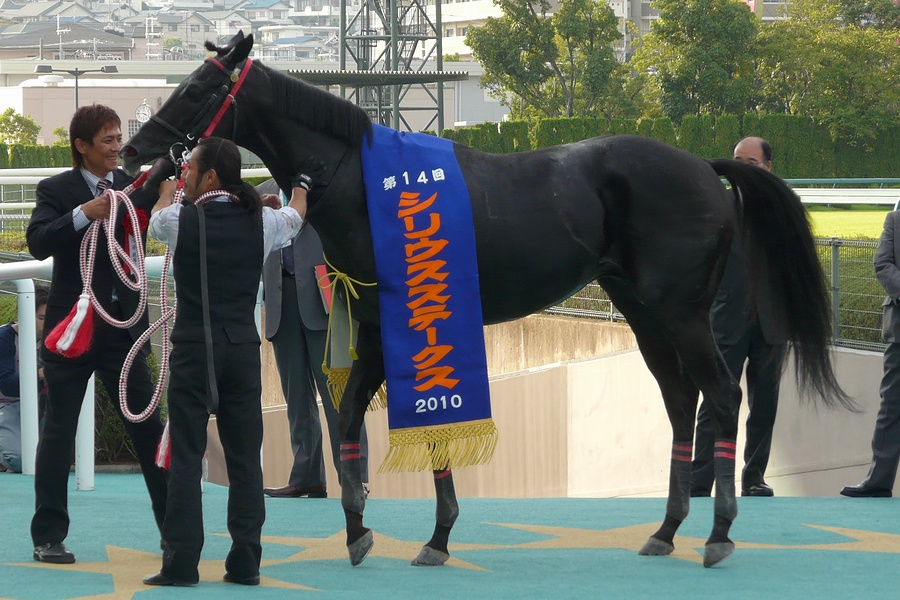
シリウスS

重賞初挑戦となった10月2日のシリウスステークスに1番人気で出走。中団追走から最後の直線で先に抜け出したラヴェリータを捕らえて快勝、重賞初制覇を飾った。11月7日のみやこステークスでは中団のやや後ろから追い上げるが、逃げるトランセンドを捕えられず2着だった。12月5日のジャパンカップダートではヴァーミリアンとの兄弟対決となったが、9着と振るわなかった。ちなみにヴァーミリアンは14着と大敗し、このレースを最後に引退したため、最初で最後の兄弟対決となった。
2011年初戦は4月10日のマーチステークス、好位追走も直線で伸びを欠いて8着に敗れた。続くダイオライト記念は2番手集団で追走したが直線で脚色が衰えて5着、東海ステークスでは中団追走も伸びきれず8着と惨敗続きであったが、シリウスステークスでは中団から捲り気味に進出して2着となった。みやこステークスでは最後方から捲り気味に進出して追い上げたが7着に終わった。ベテルギウスステークスでは道中好位の内々を追走すると、直線入口で逃げたエーシンモアオバーの外から抜け出して勝利を収めた。
2012年初戦は1月25日の川崎記念、好位追走も直線で伸びを欠いて7着に敗れた。約11ヶ月の休みを経て、12月の名古屋グランプリに出走、10着に敗れた。
2013年は佐賀記念から始動し3着。その後ブリリアントステークス12着、平安ステークス13着となり、5月22日付けで競走馬登録を抹消され、現役を引退した。
調教助手の松原は本馬について「走ってみないと分からない」「三振か、ホームランのタイプ」と評している。

### 引退後
引退後は千葉県のホースライディングクラブバランスで乗馬となった。

## 競走成績
| 年月日     | 競馬場 | 競走名           | 格       | 頭数 | オッズ （人気） | オッズ （人気） | 着順 | 騎手       | 斤量 | 距離（馬場）  | タイム （上り3F） | タイム 差 | 勝ち馬/（2着馬）       |
| ---------- | ------ | ---------------- | -------- | ---- | --------------- | --------------- | ---- | ---------- | ---- | ------------- | ----------------- | --------- | ---------------------- |
| 2007.11.04 | 京都   | 2歳新馬          |          | 8    | 01.5            | （1人）         | 01着 | 武豊       | 55   | 芝2000m（良） | 2:05.9 (34.2)     | -0.2      | （グローリーシーズ）   |
| 0000.12.08 | 阪神   | エリカ賞         | 500万下  | 9    | 02.4            | （2人）         | 03着 | 武豊       | 55   | 芝2000m（良） | 2:02.7 (35.9)     | -0.2      | アルスノヴァ           |
| 2008.01.06 | 京都   | 福寿草特別       | 500万下  | 14   | 06.7            | （3人）         | 02着 | 福永祐一   | 56   | 芝2000m（良） | 2:02.4 (34.6)     | -0.1      | ブラックシェル         |
| 0000.01.26 | 京都   | 若駒S            | OP       | 9    | 02.5            | （1人）         | 03着 | 武豊       | 56   | 芝2000m（良） | 2:04.6 (34.7)     | -0.2      | ジュウクリュウシン     |
| 0000.03.02 | 阪神   | すみれS          | OP       | 11   | 02.4            | （1人）         | 01着 | 武豊       | 56   | 芝2200m（良） | 2:15.4 (35.0)     | -0.2      | （モンテクリスエス）   |
| 0000.03.22 | 阪神   | 若葉S            | OP       | 8    | 01.8            | （1人）         | 05着 | 武豊       | 56   | 芝2000m（良） | 2:03.0 (36.7)     | -1.4      | ノットアローン         |
| 0000.09.21 | 中山   | セントライト記念 | JpnII    | 18   | 08.1            | （3人）         | 07着 | 武豊       | 56   | 芝2200m（稍） | 2:15.3 (35.9)     | -0.7      | ダイワワイルドボア     |
| 0000.10.25 | 京都   | 古都S            | 1600万下 | 14   | 05.1            | （2人）         | 06着 | 和田竜二   | 54   | 芝2200m（良） | 2:14.6 (34.3)     | -0.5      | キングアーサー         |
| 2009.04.05 | 阪神   | 難波S            | 1600万下 | 16   | 06.2            | （3人）         | 09着 | 武豊       | 57   | 芝1800m（良） | 1:48.4 (34.0)     | -0.8      | ブーケフレグランス     |
| 0000.05.03 | 京都   | 上賀茂S          | 1600万下 | 16   | 05.0            | （3人）         | 01着 | 武豊       | 57   | ダ1800m（良） | 1:50.5 (36.1)     | -0.4      | （テイエムザエックス） |
| 2010.03.14 | 阪神   | 甲南S            | 1600万下 | 14   | 02.0            | （1人）         | 10着 | 武豊       | 57   | ダ1800m（良） | 1:54.0 (39.4)     | -1.7      | トーホウアタック       |
| 0000.04.11 | 阪神   | 阪神スプリングP  | 1600万下 | 16   | 06.5            | （4人）         | 11着 | 内田博幸   | 58   | ダ2000m（良） | 2:06.7 (37.9)     | -1.5      | トーセンモナーク       |
| 0000.09.12 | 阪神   | オークランドRCT  | 1600万下 | 10   | 06.3            | （3人）         | 01着 | 福永祐一   | 57   | ダ1800m（良） | 1:52.8 (36.0)     | -0.3      | （ドリームライナー）   |
| 0000.10.02 | 阪神   | シリウスS        | GIII     | 12   | 03.5            | （1人）         | 01着 | 福永祐一   | 56   | ダ2000m（良） | 2:04.4 (36.6)     | -0.1      | （ラヴェリータ）       |
| 0000.11.07 | 京都   | みやこS          | GIII     | 16   | 02.9            | （1人）         | 02着 | 福永祐一   | 57   | ダ1800m（良） | 2:04.4 (36.6)     | -0.1      | トランセンド           |
| 0000.12.05 | 阪神   | JCダート         | GI       | 16   | 05.3            | （3人）         | 09着 | 福永祐一   | 57   | ダ1800m（稍） | 1:50.5 (37.7)     | -1.6      | トランセンド           |
| 2011.04.10 | 阪神   | マーチS          | GIII     | 16   | 05.7            | （3人）         | 08着 | 福永祐一   | 57.5 | ダ1800m（稍） | 1:51.0 (36.5)     | -1.0      | テスタマッタ           |
| 0000.05.02 | 船橋   | ダイオライト記念 | JpnII    | 14   | 09.9            | （3人）         | 05着 | 福永祐一   | 56   | ダ2400m（良） | 2:36.1 (42.2)     | -2.9      | スマートファルコン     |
| 0000.05.22 | 京都   | 東海S            | GII      | 14   | 40.6            | （8人）         | 08着 | 秋山真一郎 | 57   | ダ1900m（不） | 1:54.8 (36.0)     | -1.1      | ワンダーアキュート     |
| 0000.10.01 | 阪神   | シリウスS        | GIII     | 12   | 07.5            | （4人）         | 02着 | N.ピンナ   | 57   | ダ2000m（良） | 2:04.7 (36.4)     | -0.4      | ヤマニンキングリー     |
| 0000.11.06 | 京都   | みやこS          | GIII     | 15   | 26.0            | （8人）         | 07着 | 福永祐一   | 56   | ダ1800m（稍） | 1:50.0 (37.2)     | -1.6      | エスポワールシチー     |
| 0000.12.10 | 阪神   | ベテルギウスS    | OP       | 12   | 03.3            | （2人）         | 01着 | 岩田康誠   | 58   | ダ2000m（良） | 2:04.1 (37.1)     | -0.9      | （インバルコ）         |
| 2012.01.25 | 川崎   | 川崎記念         | JpnI     | 12   | 10.6            | （4人）         | 07着 | 岩田康誠   | 57   | ダ2100m（不） | 2:13.9 (41.0)     | -3.2      | スマートファルコン     |
| 0000.12.24 | 名古屋 | 名古屋グランプリ | JpnII    | 11   | 11.5            | （5人）         | 10着 | 尾島徹     | 56   | ダ2500m（重） | 2:48.6 (45.8)     | -8.3      | エーシンモアオバー     |
| 2013.02.11 | 佐賀   | 佐賀記念         | JpnIII   | 12   | 12.9            | （3人）         | 03着 | 福永祐一   | 57   | ダ2000m（稍） | 2:07.2 (37.1)     | -1.5      | ホッコータルマエ       |
| 0000.05.05 | 東京   | ブリリアントS    | OP       | 14   | 16.4            | （8人）         | 12着 | 福永祐一   | 57.5 | ダ2100m（良） | 2:11.9 (38.7)     | -1.8      | ナリタシルクロード     |
| 0000.05.18 | 京都   | 平安S            | GIII     | 16   | 222.7           | （14人）        | 13着 | 池添謙一   | 56   | ダ1900m（良） | 1:58.6 (37.8)     | -1.7      | ニホンピロアワーズ     |

## 血統表
| キングスエンブレムの血統（ミスタープロスペクター系 / 5代目までクロスなし） | キングスエンブレムの血統（ミスタープロスペクター系 / 5代目までクロスなし） | キングスエンブレムの血統（ミスタープロスペクター系 / 5代目までクロスなし） | （血統表の出典）    | （血統表の出典） |
| 父 * ウォーエンブレム War Emblem 1999 青鹿毛                               | 父の父Our Emblem 1991 黒鹿毛                                               | Mr. Prospector                                                             | Raise A Native      | Raise A Native   |
| 父 * ウォーエンブレム War Emblem 1999 青鹿毛                               | 父の父Our Emblem 1991 黒鹿毛                                               | Mr. Prospector                                                             | Gold Digger         |                  |
| 父 * ウォーエンブレム War Emblem 1999 青鹿毛                               | 父の父Our Emblem 1991 黒鹿毛                                               | Personal Ensign                                                            | Private Account     | Private Account  |
| 父 * ウォーエンブレム War Emblem 1999 青鹿毛                               | 父の父Our Emblem 1991 黒鹿毛                                               | Personal Ensign                                                            | Grecian Banner      |                  |
| 父 * ウォーエンブレム War Emblem 1999 青鹿毛                               | 父の母Sweetest Lady 1990 鹿毛                                              | Lord at War                                                                | General             | General          |
| 父 * ウォーエンブレム War Emblem 1999 青鹿毛                               | 父の母Sweetest Lady 1990 鹿毛                                              | Lord at War                                                                | Luna de Miel        |                  |
| 父 * ウォーエンブレム War Emblem 1999 青鹿毛                               | 父の母Sweetest Lady 1990 鹿毛                                              | Sweetest Roman                                                             | The Pruner          | The Pruner       |
| 父 * ウォーエンブレム War Emblem 1999 青鹿毛                               | 父の母Sweetest Lady 1990 鹿毛                                              | Sweetest Roman                                                             | I Also              |                  |
| 母 スカーレットレディ 1995 黒鹿毛                                          | 母の父* サンデーサイレンス Sunday Silence 1986 青鹿毛                      | Halo                                                                       | Hail to Reason      | Hail to Reason   |
| 母 スカーレットレディ 1995 黒鹿毛                                          | 母の父* サンデーサイレンス Sunday Silence 1986 青鹿毛                      | Halo                                                                       | Cosmah              |                  |
| 母 スカーレットレディ 1995 黒鹿毛                                          | 母の父* サンデーサイレンス Sunday Silence 1986 青鹿毛                      | Wishing Well                                                               | Understanding       | Understanding    |
| 母 スカーレットレディ 1995 黒鹿毛                                          | 母の父* サンデーサイレンス Sunday Silence 1986 青鹿毛                      | Wishing Well                                                               | Mountain Flower     |                  |
| 母 スカーレットレディ 1995 黒鹿毛                                          | 母の母スカーレットローズ 1987 栗毛                                         | * ノーザンテースト Northern Taste                                          | Northern Dancer     | Northern Dancer  |
| 母 スカーレットレディ 1995 黒鹿毛                                          | 母の母スカーレットローズ 1987 栗毛                                         | * ノーザンテースト Northern Taste                                          | Lady Victoria       |                  |
| 母 スカーレットレディ 1995 黒鹿毛                                          | 母の母スカーレットローズ 1987 栗毛                                         | * スカーレットインク                                                       | Crimson Satan       | Crimson Satan    |
| 母 スカーレットレディ 1995 黒鹿毛                                          | 母の母スカーレットローズ 1987 栗毛                                         | * スカーレットインク                                                       | Consentida F-No.4-d |                  |

- スカーレット一族の一頭である。
- 母スカーレットレディは中央競馬1勝だが、3代母スカーレットインクから連なる母系は日本競馬で広く活躍している。祖母の全妹にはダイワルージュ、ダイワメジャー、ダイワスカーレットの母であるスカーレットブーケがいる。
- 半兄にサカラート（父アフリート、重賞4勝 - 東海ステークス、ブリーダーズゴールドカップ、日本テレビ盃、マーキュリーカップ）、ヴァーミリアン（父エルコンドルパサー、GI9勝 - 川崎記念2勝、JBCクラシック3連覇、ジャパンカップダート、東京大賞典、フェブラリーステークス、帝王賞など。）、半弟にソリタリーキング（父キングカメハメハ、重賞2勝 - 東海ステークス、日本テレビ盃）がいる。